# Hoplideres aquilus
Hoplideres aquilus là một loài bọ cánh cứng trong họ Cerambycidae.